# Авердоан
Авердоан (фр. Averdoingt) насеље је и општина у североисточној Француској у региону Север-Па д Кале, у департману Па де Кале која припада префектури Арас.
По подацима из 2011. године у општини је живело 274 становника, а густина насељености је износила 32,89 становника/km². Општина се простире на површини од 8,33 km². Налази се на средњој надморској висини од 148 метара (максималној 156 m, а минималној 123 m).

## Демографија
| 1962. | 1968. | 1975. | 1982. | 1990. | 1999. | 2011. |
| ----- | ----- | ----- | ----- | ----- | ----- | ----- |
| 220   | 221   | 208   | 207   | 244   | 251   | 274   |

График промене броја становника у току последњих година